# Pankow
Pankow (IPA: /ˈpaŋkoː/) è un quartiere (Ortsteil) di Berlino. Amministrativamente, appartiene all'omonimo distretto (Bezirk).

## Geografia fisica
Pankow si trova nella zona settentrionale della città. Procedendo da nord in senso orario, confina con i quartieri di Niederschönhausen, Französisch Buchholz, Blankenburg, Heinersdorf, Weißensee, Prenzlauer Berg, Gesundbrunnen e Reinickendorf.

## Storia
Pankow (che deriva il suo nome dal fiume Panke che la attraversa) era originariamente un borgo agricolo a nord di Berlino. Nel XVII secolo fu costruito nei suoi pressi il castello di Schönhausen. Nei secoli successivi Pankow divenne un luogo di villeggiatura apprezzato dalle classi benestanti berlinesi, con la costruzione di numerose ville e parchi (notevole il Bürgerpark).
Nel XIX secolo l'industrializzazione portò un ulteriore sviluppo edilizio, ma di carattere proletario e piccolo borghese. L'edificazione di case d'affitto, verso sud, si saldò rapidamente con i quartieri settentrionali di Berlino (Gesundbrunnen, Prenzlauer Berg). Nel 1920 Pankow fu inglobata nella "Grande Berlino", entrando a far parte dell'omonimo distretto (Bezirk). Ai tempi della divisione della città (1949-1990), il quartiere di Pankow era considerato, con Niederschönhausen, il più prestigioso del settore orientale.

### Periodo della RDT
Nel 1949 il castello di Schönhausen fu scelto come sede della presidenza della Repubblica Democratica Tedesca. Nei quartieri di Pankow e Niederschönhausen si trasferirono perciò numerose sedi di ambasciate ed enti governativi. Anche numerose ville vennero assegnate a notabili del partito.
Pertanto, sui mass media tedesco-occidentali, così come in Italia, si diffuse l'abitudine di usare il nome Pankow (anche per il suono di evidente origine slava, pronunciato come Pankov/Pankoff) per indicare il governo della Germania Est; ciò perdurò anche dopo lo spostamento della sede della presidenza allo Staatsratsgebäude, nel quartiere Mitte, nel 1964.
La convinzione che Pankow avesse il ruolo, ufficiale o meno, di capitale della RDT è perciò infondata. La stessa Pankow, infatti, altro non era che un quartiere facente parte del settore sovietico di Berlino, ovvero di Berlino Est.

## Monumenti e luoghi d'interesse

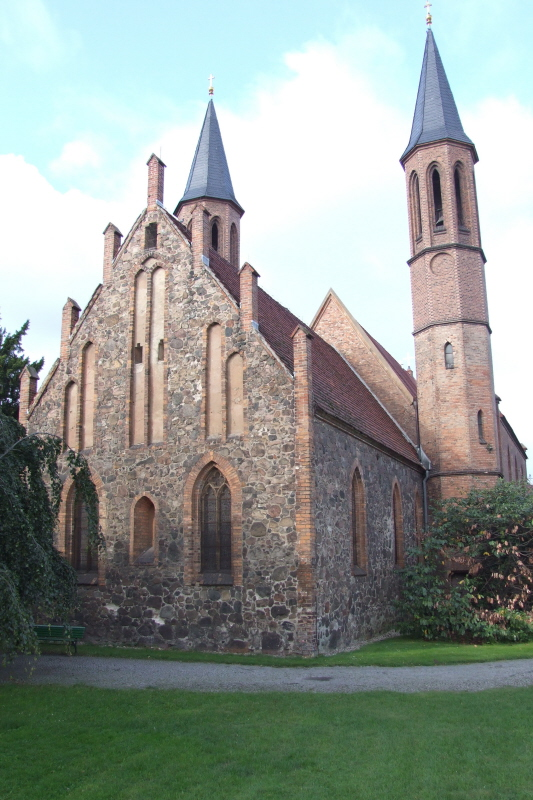
La chiesa (Dorfkirche)

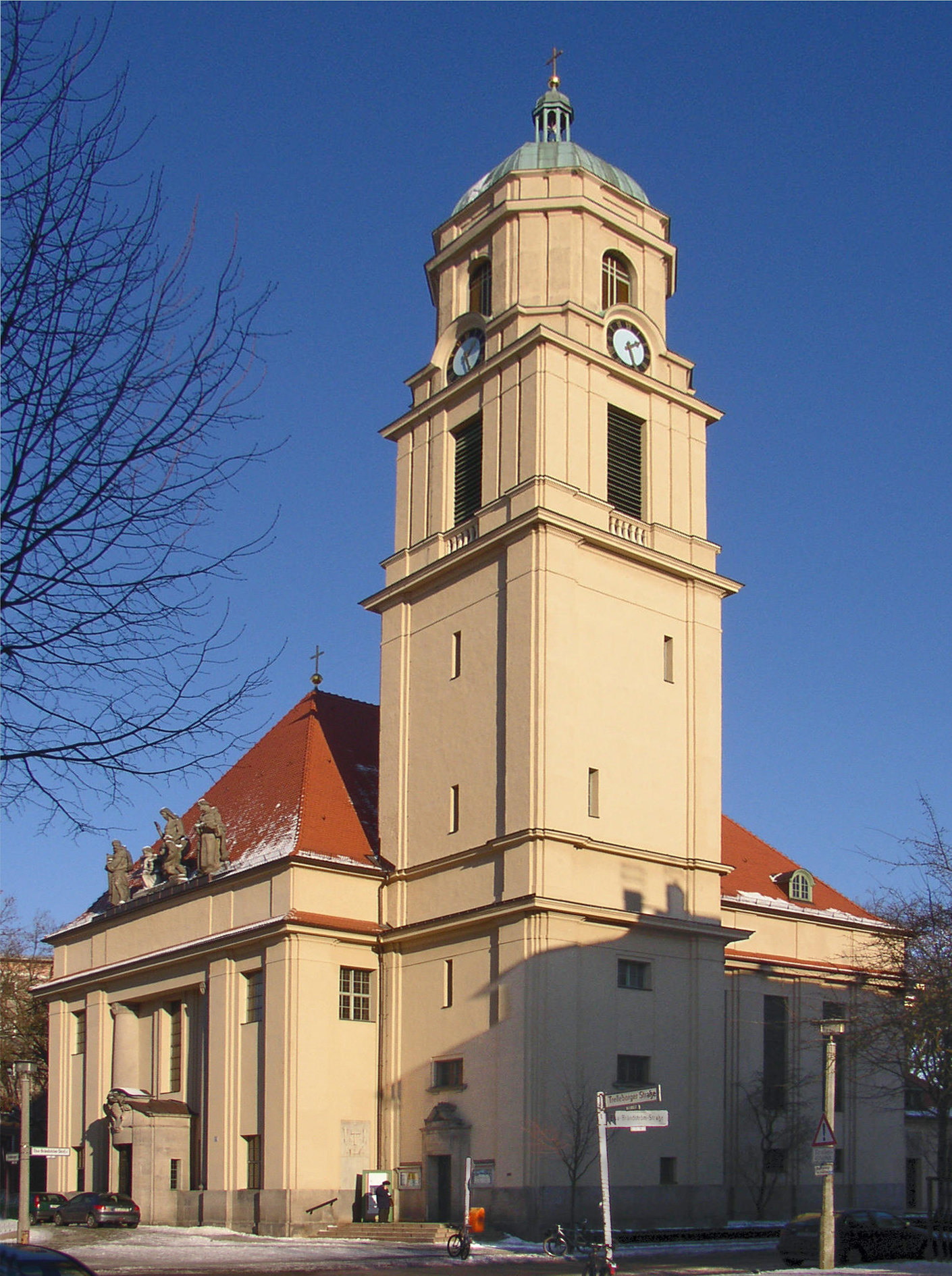
Chiesa (Hoffnungskirche)

- Chiesa del XV secolo (Dorfkirche)
- Municipio di Pankow
- Bürgerpark Pankow, parco pubblico

## Infrastrutture e trasporti

### Strade
Le strade principali sono: la Berliner Straße (B 96a), la Breite Straße, la Damerowstraße, la Kissingenstraße, la Mühlenstraße (B 96a), la Pasewalker Straße (B 109), la Prenzlauer Promenade (B 109), la Schönholzer Straße (B 96a), la Wisbyer Straße e la Wollankstraße.

### Ferrovie
Sono presenti le stazioni della metropolitana di Berlino Pankow (linea U2, corrispondenza con la S-Bahn) e Vinetastraße (linea U2) e le stazioni della S-Bahn Pankow (Garbátyplatz, linee S2 e S8, corrispondenza con la U-Bahn), Pankow-Heinersdorf (linee S2 e S8) e Wollankstraße (linee S1, S25 e S85).

## Galleria d'immagini

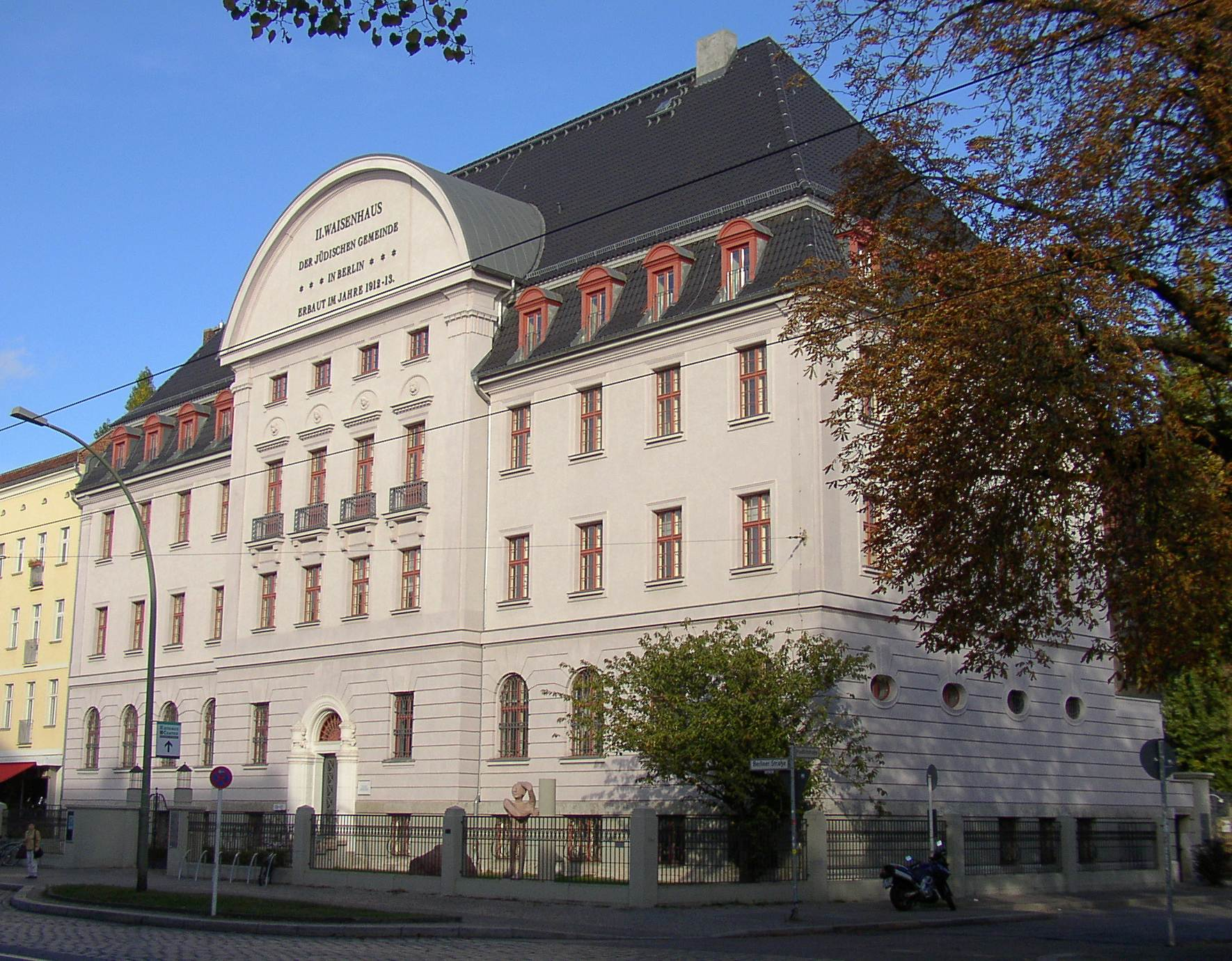
L'ex orfanotrofio ebraico
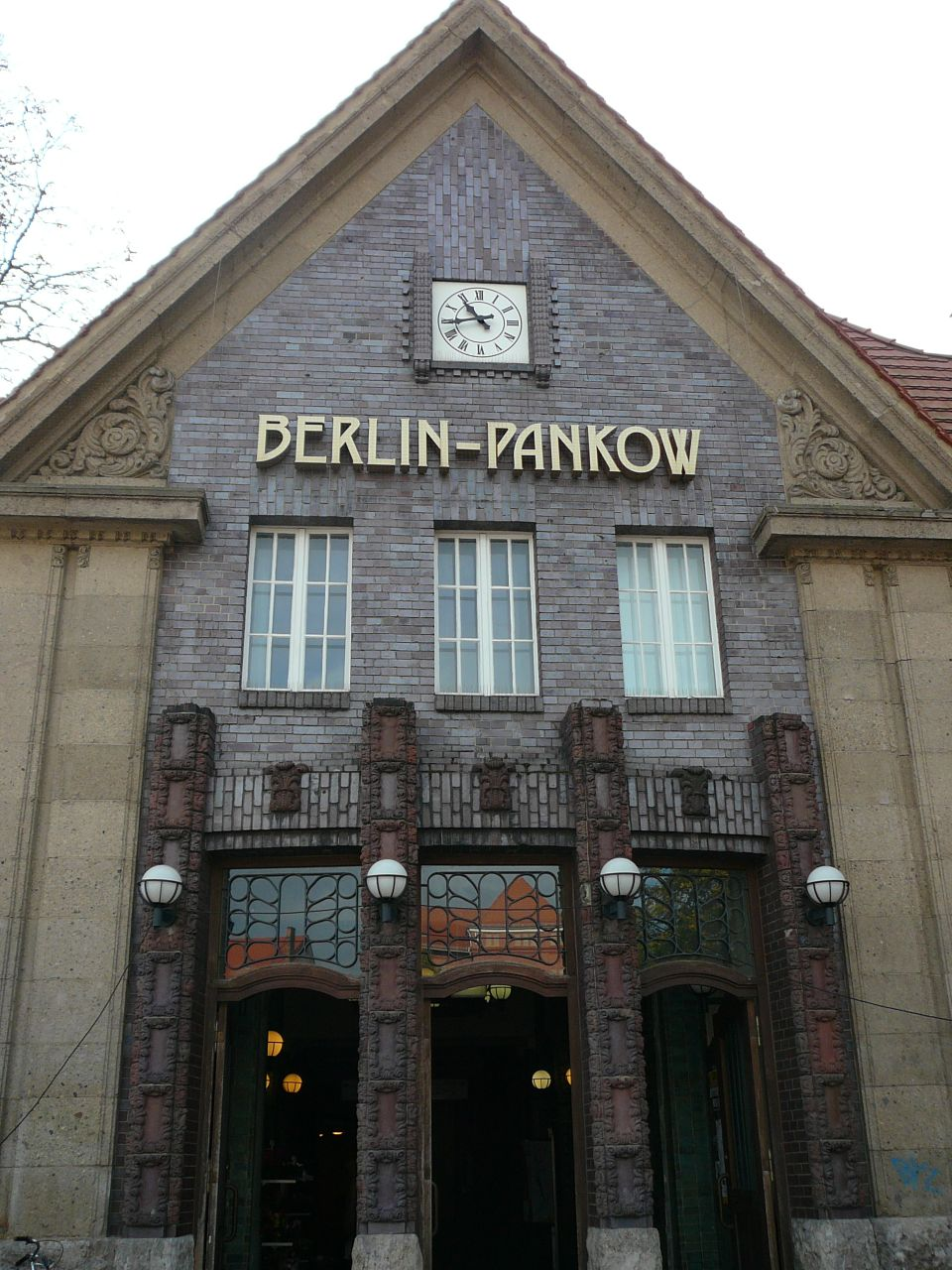
La stazione di Pankow (Garbátyplatz)
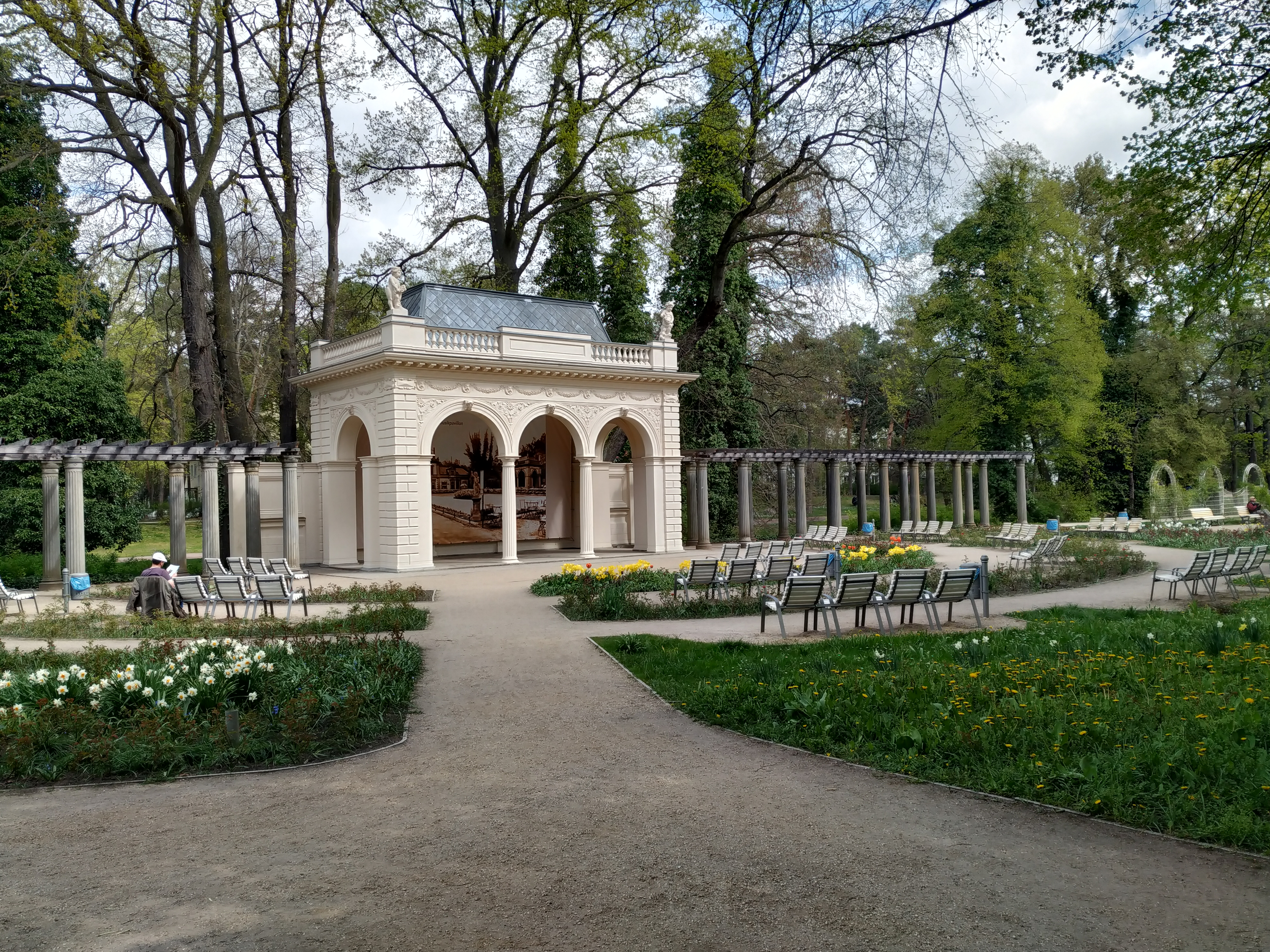
Il giardino delle rose al Bürgerpark
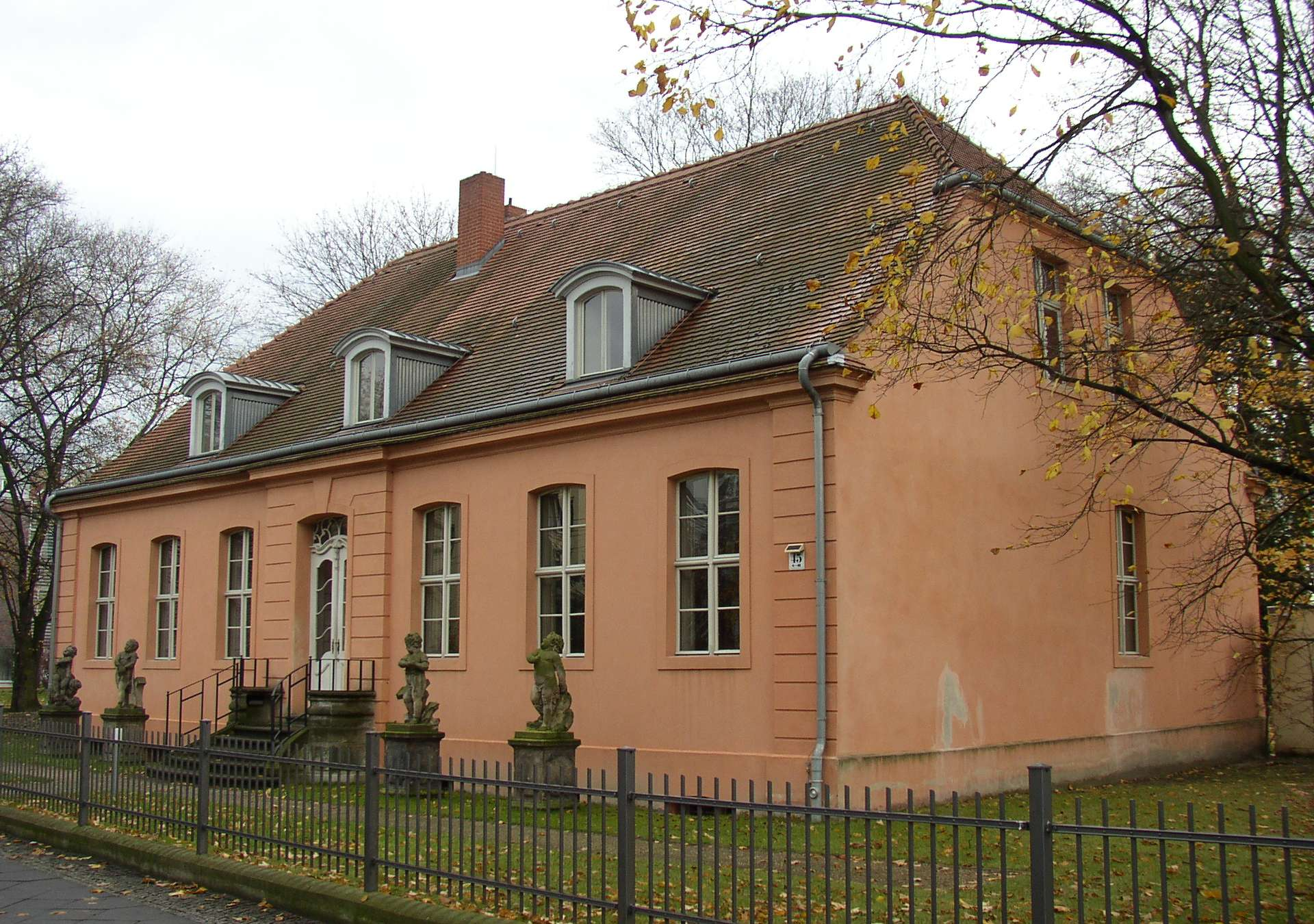
La Kavaliershaus
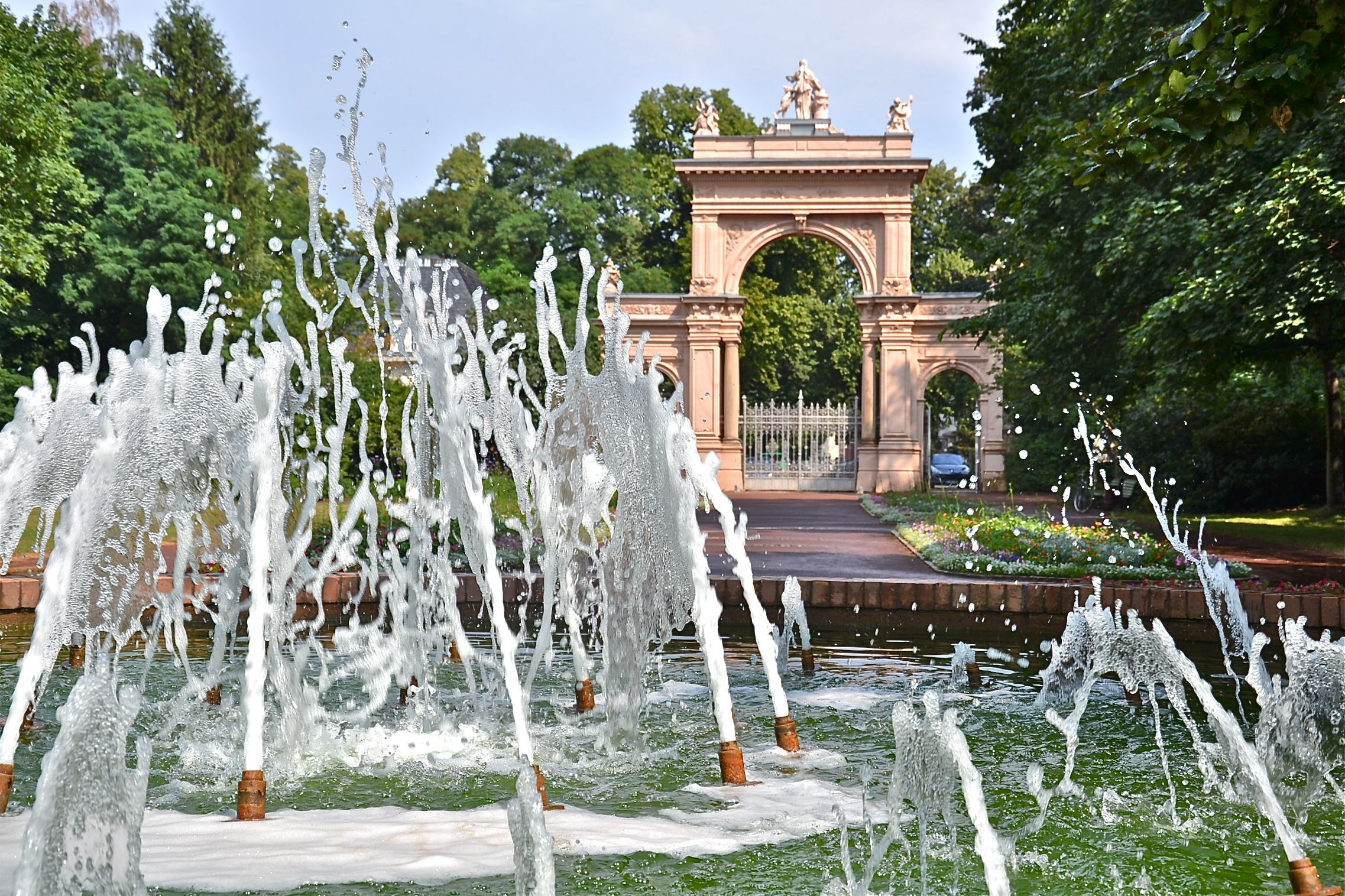
Il Pankow Bürgerpark